# Una cantata de Navidad
Una Cantata de Navidad (francés: Une cantate de Noël; alemán: Eine Weihnachtskantate) es una cantata de Navidad compuesta por Arthur Honegger en 1953; parece que fue su última composición. 
Requiere un coro mixto, un solista barítono, un órgano, una orquesta y un coro de niños, y describe la historia de Navidad. La cantata está dividida en tres partes.
- Cantata de Navidad: edición del 21 de dic. del 2012 de Música y significado, programa de Radio Clásica de análisis musical.

- Datos: Q1033707